# 帕納西夫卡 (卡利尼夫卡區)
49°35′49″N 28°25′38″E / 49.59694°N 28.42722°E
帕納西夫卡（烏克蘭語：Панасівка），是烏克蘭的村落，位於該國西南部文尼察州，由赫米利尼克區負責管轄，始建於1445年，面積0.29平方公里，海拔高度276米，2001年人口70，人口密度每平方公里241.38人。